# 中共中央国防工业政治部
中共中央国防工业政治部，是1964年至1970年设立的中共中央直属机构。

## 历史
1960年代初，中共领导人毛泽东、刘少奇、周恩来、朱德、林彪等在全国范围内掀起了学习解放军的热潮，为雷锋、王杰、“南京路上好八连”、广州部队“南海前哨钢八连”题词。在此背景下，1964年初，毛泽东指示“全国学习人民解放军，从中央到地方自上而下建立政治部，加强政治思想工作。”国务院当时有近90个部委，按照归口管理原则设有一系列办公室，由分管副总理负责。中央决定在国务院的“各口”建立中央一级的政治部、国务院各部委建立部一级的政治部。其中国务院国防工业办公室，由副总理罗瑞卿兼主任，归口领导第二机械工业部、第三机械工业部、第四机械工业部、第五机械工业部、第六机械工业部、第七机械工业部、第八机械工业部等。
设立中共中央国防工业政治部，领导为：
- 主任：
  - 赵尔陆（国务院国防工业办公室常务副主任兼）
- 副主任
  - 黄远（国防部第十研究院政委调任）
  - 吴融峰（原21军政委、当时从第三机械工业部副部长兼政治部主任调任）
  - 高德西（46军政委调任）
  - 王展（1968年2月从南京军区炮兵政委调任）

1970年，中央机构大精简合并，国务院从90个部委精简合并为27个，人员总数仅为原机关工作人员的18%，所有中央一级的政治部全部撤并。